# Pseudocaranx chilensis
Pseudocaranx chilensis är en fiskart som först beskrevs av Guichenot, 1848.  Pseudocaranx chilensis ingår i släktet Pseudocaranx och familjen taggmakrillfiskar. Inga underarter finns listade i Catalogue of Life.